# ケプラー86
ケプラー86(英語:Kepler-86)とは地球から見てはくちょう座の方向、1206光年離れたところにある太陽に非常によく似たG型主系列星である。

## 恒星
ケプラー86は太陽の94％の質量と太陽とほぼ同じ半径を持つ。表面温度は5629Kと太陽(5778K)よりわずかに冷たい。しかし光度は太陽の79％と少し暗い。2013年に1つの太陽系外惑星が発見された。

## ケプラー86b(PH2b)
ケプラー86b(英語:Kepler-86b)はプラネットハンターズがケプラー宇宙望遠鏡のデータを解析したことによって発見された。その為、ケプラー86bはPH2bとも呼ばれる。(ごくまれにケプラー86bの事をPH2と総称する事もある。ただし、ケプラー86をPH2と総称しない場合)ケプラー86bは木星の90％の半径を持つ巨大ガス惑星であるとされている。ケプラー86から0.828AU(太陽系では金星(0.72AU)と地球(1.00AU)のほぼ中間に位置する。)の距離を282.5日かけて公転している。この軌道はハビタブルゾーン(液体の水が存在できる領域)の中に位置する。その為、表面温度は281K(8℃)と生命が生息していくには適した環境とされている。しかし、ケプラー86bのような巨大ガス惑星で生命が存在できるかは不明だが、周囲に大型の衛星があればそこに生命が存在する可能性はあるとされている。